# 17 augusti
17 augusti är den 229:e dagen på året i den gregorianska kalendern (230:e under skottår). Det återstår 136 dagar av året.

## Återkommande bemärkelsedagar

### Nationaldagar
- Gabons nationaldag
- Indonesiens nationaldag

## Namnsdagar

### I den svenska almanackan
- Nuvarande – Verner och Valter
- Föregående i bokstavsordning
  - Valter – Namnet infördes 1901 på 29 januari och fanns där fram till 2001, då det flyttades till dagens datum.
  - Verna – Namnet infördes på dagens datum 1986, men utgick 1993.
  - Verner – Namnet infördes på dagens datum 1776 och har funnits där sedan dess.
  - Veronika – Namnet fanns fram till 1718 på 4 februari. Detta år flyttades det, för att på 4 februari bereda plats för Ansgarius, till dagens datum, där det fanns fram till 1776, då det utgick, för att bereda plats åt Verner. 1986 återinfördes det, återigen på dagens datum, där det fanns fram till 2001, då det flyttades till 30 maj.
- Föregående i kronologisk ordning
  - Före 1718 – ?
  - 1718–1775 – Veronika
  - 1776–1900 – Verner
  - 1901–1985 – Verner
  - 1986–1992 – Verner, Verna och Veronika
  - 1993–2000 – Verner och Veronika
  - Från 2001 – Verner och Valter
- Källor
  - Brylla, Eva (red.). Namnlängdsboken. Gjøvik: Norstedts ordbok, 2000 ISBN 91-7227-204-X
  - af Klintberg, Bengt. Namnen i almanackan. Gjøvik: Norstedts ordbok, 2001 ISBN 91-7227-292-9

### Finlandssvenska almanackan
- Nuvarande från 2020[1] – Veronika, Verner
- I föregående revideringar[a][2]
  - 1929–1994 – Verner
  - 1995–2019 – Verner, Veronika

## Händelser
- 309 eller 310 – Eusebius blir avsatt som påve och skickas i exil till Sicilien.
- 682 – Sedan påvestolen har stått tom i över ett och ett halvt år väljs Leo II till påve.
- 1676 – Slaget vid Halmstad utkämpas.
- 1740 – Sedan Clemens XII har avlidit den 6 februari väljs Prospero Lorenzo Lambertini till påve och tar namnet Benedictus XIV.
- 1808 – Slaget vid Alavo i Finland utkämpas.
- 1896 – 44-åriga Mrs. Bridget Driscoll blir den första fotgängaren i världshistorien som blir påkörd och dödad av en bil. Händelsen inträffar vid Crystal Palace i London och bilen har en hastighet på 12 kilometer i timmen.
- 1943 – Hela Sicilien faller i de allierades händer.
- 1945 – Nationalister förklarar Indonesien självständigt från kolonialmakten Nederländerna och Ahmed Sukarno blir president. Den 27 december 1947 erkänner Nederländerna Republiken Indonesien.[3]
- 1960 – Gabon förklarar sig självständigt från Frankrike.[4]
- 2011 – Det svenska hovet meddelar att kronprinsessan Victoria och prins Daniel väntar sitt första barn, som beräknas födas i mars 2012.
- 2014 – Kvidinge station får persontrafik med Pågatågen.
- 2017 – Attentatet i Katalonien 2017 inträffar.

## Födda
- 1473 – Rikard av Shrewsbury, hertig av York
- 1578 – Francesco Albani, italiensk målare
- 1601 – Pierre de Fermat, fransk matematiker
- 1603 – Lennart Torstenson, riksråd och fältmarskalk
- 1629 – Johan III Sobieski, kung av Polen
- 1801 – Fredrika Bremer, svensk författare
- 1828 – Maria Deraismes, fransk författare
- 1850 – Siri von Essen, finlandssvensk skådespelare, gift med August Strindberg
- 1864 – Robert F. Broussard, amerikansk demokratisk politiker, senator
- 1887 – Marcus Garvey, jamaicansk filosof, journalist och medborgarrättskämpe
- 1887 – Karl I av Österrike, kejsare av Österrike och kung av Ungern (som Karl IV)
- 1891 – Hugo Jacobson, svensk operettsångare och skådespelare
- 1892 – Mae West, amerikansk skådespelare
- 1901 – Birgitta de Vylder-Bellander, svensk författare
- 1906
  - Alton Lennon, amerikansk demokratisk politiker
  - Eduard Strauch, tysk SS-officer, dömd krigsförbrytare
- 1911
  - Michail Botvinnik, sovjetrysk världsmästare i schack
  - Martin Sandberger, tysk SS-officer.
- 1913 – Mark Felt, amerikansk agent och tjänsteman inom Federal Bureau of Investigation, Deep Throat
- 1917 – John Zacharias, svensk skådespelare, regissör och teaterchef
- 1920 – Maureen O'Hara, irländsk-amerikansk skådespelare
- 1922 – Frederick B. Dent, amerikansk affärsman och republikansk politiker
- 1926 – Jiang Zemin, Kinas president
- 1927 – F. Ray Keyser, amerikansk republikansk politiker, guvernör i Vermont
- 1932 – V.S. Naipaul, författare, född och uppvuxen i Trinidad och Tobago, levde i Storbritannien. Mottagare av Nobelpriset i litteratur 2001
- 1934 – Carin Mannheimer, svensk regissör och manusförfattare
- 1935 – Gunnar Wiklund, svensk sångare
- 1940 – David Price, amerikansk demokratisk politiker
- 1941 – Lars Haldenberg, svensk skådespelare
- 1942 – Roshan Seth, indisk skådespelare
- 1943 – Robert De Niro, amerikansk skådespelare, filmproducent och filmregissör
- 1944 – Rexhep Meidani, albansk fysiker och politiker, president
- 1953 – Herta Müller, rumänsk-tysk författare, mottagare av Nobelpriset i litteratur 2009
- 1954 – Anatolij Kudrjavitskij, rysk-irländsk författare
- 1959
  - David Koresh, amerikansk sektledare (Davidianerna)
  - Chika Sakamoto, japansk röstskådespelare
- 1960 – Sean Penn, amerikansk skådespelare och regissör
- 1969 – Donnie Wahlberg, amerikansk skådespelare och musiker, medlem i New Kids on the Block
- 1970
  - Sofia Källgren, svensk sångare
  - Tony Rickardsson, svensk speedwayförare, mottagare av Svenska Dagbladets guldmedalj 1999
- 1977
  - Tarja Turunen, finsk operasångare (symphonic metal)
  - Thierry Henry, fransk fotbollsspelare.
  - William Gallas, fransk fotbollsspelare, lagkapten för fotbollsklubben Arsenal FC
- 1986 – Marcus Berg, svensk fotbollsspelare
- 1993 – Sarah Sjöström, svensk simmare. Utsedd till årets bästa simmare i Europa 2015, samma år mottagare av Svenska Dagbladets guldmedalj
- 2000 – Lil Pump (född Gazzy Garcia), amerikansk rappare och låtskrivare

## Avlidna
- 1637 – Johann Gerhard, tysk luthersk teolog
- 1676 – Hans Jakob Christoffel von Grimmelshausen, tysk författare
- 1681 – Nikon (patriark), rysk patriark
- 1786 – Fredrik II, kung av Preussen
- 1809 – Matthew Boulton, brittisk fabrikant och ingenjör
- 1838 – Lorenzo Da Ponte, italiensk författare
- 1850 – José de San Martín, argentinsk general, ledde de krig som bland annat gjorde Argentina, Peru och Chile fria från Spanien
- 1868 – Carl Otto Mörner, tullinspektör, friherre till Morlanda, den som erbjöd Sveriges tron till Jean Baptiste Bernadotte
- 1873 – William M. Meredith, amerikansk politiker (whig), USA:s finansminister
- 1880 – Ole Bull, norsk kompositör och violinist
- 1889 – John C. Brown, amerikansk demokratisk politiker och general, guvernör i Tennessee
- 1903 – Wilhelm Spånberg, svensk godsägare, bruksägare och politiker (liberal)
- 1908 – Laura Fitinghoff, svensk författare
- 1917 – Hubert Henry Davies, brittisk författare och pjäsförfattare
- 1918 – Jacob H. Gallinger, kanadensisk-amerikansk politiker
- 1929 – Cyrus Locher, amerikansk demokratisk politiker, senator
- 1947 – Prins Eugen, svensk prins, konstnär
- 1955 – Fernand Léger, fransk konstnär
- 1956 – Sven Arefeldt, svensk textförfattare, sångare, kompositör och musiker (pianist)
- 1963 – Richard Barthelmess, amerikansk skådespelare
- 1966 – Rolf Billberg, svensk jazzmusiker
- 1968 – Albin Lindahl, svensk skådespelare, sångare och teaterekonom
- 1969 – Otto Stern, tysk fysiker, mottagare av Nobelpriset i fysik 1943
- 1971 – Hilding Rolin, svensk skådespelare
- 1976 – Alice Skoglund, svensk skådespelare
- 1983 – Ira Gershwin, amerikansk sångförfattare
- 1987
  - Stellan Agerlo, svensk skådespelare
  - Rudolf Hess, tysk nazistledare
- 1988 – Mohammad Zia ul-Haq, pakistansk militär och politiker, Pakistans president
- 1989 – Ernfrid Bogstedt, svensk konstnär, porträttfotograf
- 1990 – Pearl Bailey, amerikansk skådespelare och sångare
- 1995
  - Per Gunvall, svensk regissör och manusförfattare
  - John Hron, svensk pojke som mördades av nynazister, mottagare av Stig Dagermanpriset
- 1996 – Henrik Åkerlund, svensk docent och moderat politiker
- 2000
  - Hans-Diedrich von Tiesenhausen, tysk ubåtsbefälhavare under andra världskriget på U-331
  - Eino Hanski, rysk-svensk författare, dramatiker och konstnär
- 2001 – Betty Everett, amerikansk sångare
- 2002 – Sonja Stjernquist, svensk operett- och musikalsångare (sopran) och skådespelare
- 2005 – John Bahcall, amerikansk astrofysiker
- 2007 – Anne-Marie Hagelin, August Strindbergs yngsta dotter och en av Sveriges äldsta personer
- 2010 – Francesco Cossiga, italiensk politiker, Italiens president
- 2012
  - Axel Edelstam, svensk diplomat
  - Patrick Ricard, fransk företagsledare, styrelseordförande och VD för Pernod Ricard
- 2014 – Miodrag Pavlović, serbisk författare och poet
- 2018
  - Anne-Li Norberg, svensk skådespelare
  - Leonard Boswell, amerikansk demokratisk politiker, kongressledamot

### Fotnoter
1. ↑  ”Universitetets namnsdagsalmanacka - Universitetets almanacksbyrå”. almanakka.helsinki.fi. Helsingfors universitet. https://almanakka.helsinki.fi/sv/kalender-2025/. Läst 22 februari 2025.
2. ↑  ”Namnsdagsrevideringar - Universitetets almanacksbyrå”. almanakka.helsinki.fi. Helsingfors universitet. https://almanakka.helsinki.fi/sv/namnsdagar/namnsdagsrevideringar.html. Läst 3 oktober 2020.
3. ↑  ”Indonesia” (på engelska). World Statesmen. http://www.worldstatesmen.org/Indonesia.htm. Läst 7 november 2012.
4. ↑  ”Gabon” (på engelska). World Statesmen. http://www.worldstatesmen.org/Gabon.html. Läst 22 november 2012.